# Pascale Ogier
Pascale Ogier (26 de octubre de 1958 – 25 de octubre de 1984) fue una actriz teatral y cinematográfica francesa. Actriz rohmeriana desaparecida en plena juventud, Ogier ha quedado como icono y figura melancólica de una época, los años 1980.

## Biografía

### La Nouvelle vague (1958-1977)
Su nombre completo era Pascale Marguerite Cécile Claude Colette Nicolas, y nació en París, Francia, siendo sus padres Marie-France Thielland, la futura actriz Bulle Ogier, y el músico Gilles Nicolas. Pascale Ogier tenía dos años de edad cuando sus padres se separaron. Su madre tenía entonces veintiún años y alcanzaba la mayoría de edad. Ogier tenía ocho años cuando su madre pasó del teatro al cine, y a los diez años descubrió el interior de los platós, siendo comparsa en un film que su madre rodó bajo la dirección de André Téchiné, Paulina s'en va.
Ya adolescente, el segundo marido de su madre, Barbet Schroeder —que era, mediante la sociedad Les Films du Losange, productor de Éric Rohmer—, la inició en el universo de Charles Bukowski. Estudiante de literatura y cine en la Universidad Sorbona Nueva - París 3, ella interrumpió su curso, en contra del consejo de su madre, para dedicarse a la interpretación.

### Patrocinio de Losange (1978-1980)
Pascale Ogier obtuvo su primer papel en 1978, en el segundo largometraje de Jean-Claude Brisseau.
Éric Rohmer le ofreció un segundo papel, junto a Arielle Dombasle, en una adaptación literal de Perceval o el cuento del Grial, de Chrétien de Troyes, en octosílabos. Como todos los otros actores del film, ella aportó su voz al coro que acompañaba a la música medieval que ilustraba las diferentes escenas.
Ella conoció, en el Festival du Nouveau Cinéma de Montreal, a Jim Jarmusch, con el cual tuvo una relación íntima, aunque fue con su director artístico, Benjamin Baltimore, con el que vivió en pareja al año siguiente. Era una época despreocupada en la cual las toxicomanías o el sida no habían todavía frenado la libertad sexual, y en la cual ella tenía el hábito, junto a sus amistades de gente bon chic bon genre (entre ellas Jim Jarmusch, Eva Ionesco, Christian Louboutin, Thierry Ardisson, Alain Pacadis, Pauline Lafont y su madre, Bernadette Lafont, Pascal Greggory, Elli Medeiros, Virginie Thévenet o Roland Barthes), de seguir la cultura underground del local Le Palace, en París, en un Montmartre postmoderno.
En 1979, Éric Rohmer la dirigió en el Théâtre des Amandiers en una nueva traducción francesa hecha por él mismo de Das Käthchen von Heilbronn. Pascale Ogier hizo el papel principal, actuando junto a Marie Rivière, Arielle Dombasle y Rosette, que reemplazaba a Béatrice Romand, otra de las actrices preferidas de Rohmer. En 1980, la versión televisiva de la obra la llevó a la pequeña pantalla tras su paréntesis teatral.

### Rivette / Rohmer (1981-1984)
En 1981, Pascale Ogier colabora con su madre en el guion del film Le Pont du Nord, dirigido por Jacques Rivette, cineasta que había sustituido a Éric Rohmer en la dirección de la redacción de Cahiers du Cinéma por motivos de índole política. Pascale Ogier interpretó uno de los dos principales papeles acompañada por su madre, Bulle Ogier. Su actuación le valió ser reconocida en los Estados Unidos como una esperanza del cine. Ella posó desnuda al año siguiente frente al objetivo de su compañero Benjamin Baltimore como Venus, para el cartel de la revista Perspectives du cinéma français del Festival de Cannes de 1982.
En 1983, Ken Mac Mullen le confió uno de los dos principales papeles de Ghost Dance, film experimental sobre la interpretación que Jacques Derrida hacía de los fantasmas.
Éric Rohmer le confió en 1984 el papel principal de Las noches de la luna llena, fue un film de tono existencialista que representó bien la 'movida parisina' paralela a la madrileña. Louise, el personaje frágil y singular que ella interpretaba, dividía su vida entre dos hombres, el día en una ciudad planificada de los suburbios con un compañero interpretado por Tchéky Karyo, y la noche en el mismo París con un confidente al cual encarnaba Fabrice Luchini, hasta enamorarse de un joven de la noche, Christian Vadim, y perder al marido. Gracias al film, Pascale Ogier obtuvo el reconocimiento del público y de la profesión. En septiembre, su actuación le valió la Copa Volpi a la mejor actriz en el Festival Internacional de Cine de Venecia de 1984. El premio fue otorgado por un cineasta al cual ella veneraba, Michelangelo Antonioni. Para Éric Rohmer era una verdadera amiga, y sufrió manifiestamente con su desaparición.

### Muerte

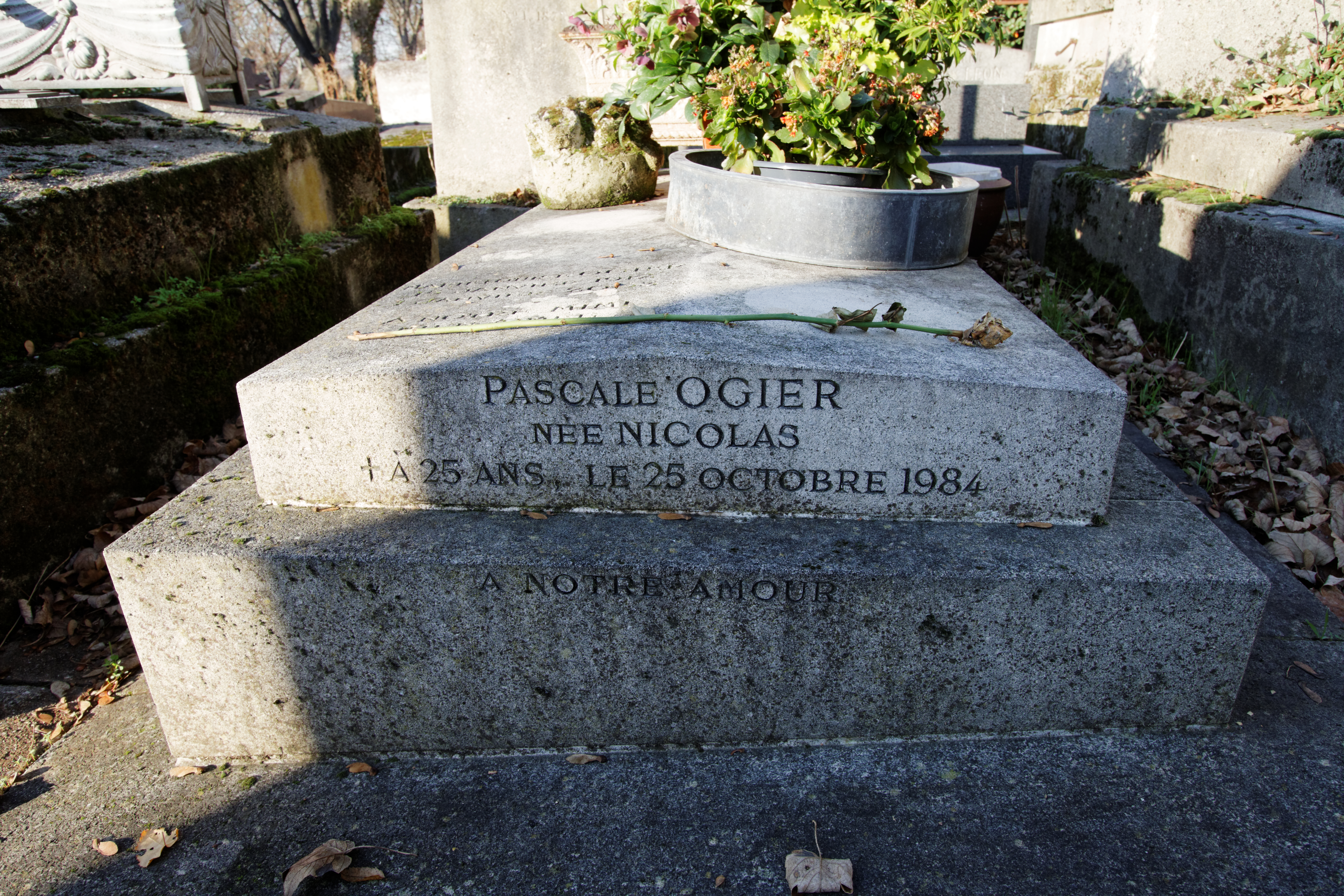
Tumba de Pascale Ogier en el Cementerio del Père-Lachaise.

Ogier inició el rodaje de Elsa, Elsa, una película de Didier Haudepin donde interpretaba al personaje principal. El 17 de octubre intervino en una recepción oficial en el Palacio del Elíseo en honor de la industria de la moda, en presencia del Presidente de Francia François Mitterrand, grandes modistos y artistas de fama. Siete días más tarde, se emitió una entrevista rodada a primeros de mes para el programa Cinéma, Cinémas, en la cual evocaba diferentes facetas de su vida.
Dos meses y medio después del estreno de Las noches de la luna llena, el 25 de octubre de 1984, Ogier sufrió una angina de pecho, como ya le había ocurrido a la salida de una velada en Le Palace con un antiguo compañero de excesos adolescentes. No sabía que tenía un soplo cardíaco, motivado por una malformación congénita del corazón, y tardó en avisar a los sanitarios. Murió en el lugar un día antes de cumplir los 26 años. Esa misma tarde tenía lugar el preestreno de su último largometraje, Ave Maria. Años más tarde la prensa francesa discutiría si la muerte fue debida a una sobredosis, que habría descompensado su cardiopatía congénita.
Fue enterrada en la misma tumba que su abuela, Marie-Louise Ogier (1912-2003), situada en la división 52 del Cementerio del Père-Lachaise.

## Teatro
- 1979 : La Petite Catherine de Heilbronn, de Heinrich von Kleist, escenografía de Éric Rohmer, Théâtre Nanterre-Amandiers

## Filmografía
- 1969 : Paulina s'en va, de André Téchiné
- 1978 : Perceval le Gallois, de Éric Rohmer
- 1978 : La Vie comme ça, de Jean-Claude Brisseau (TV).
- 1980 : Catherine de Heilbronn, de Éric Rohmer (TV)
- 1980 : Quartet, de James Ivory.
- 1981 : La storia vera della signora delle camelie, de Mauro Bolognini
- 1981 : Paris s'en va de Jacques Rivette (cortometraje)
- 1982 : Le Pont du Nord, de Jacques Rivette
- 1982 : Il est trop tard pour rien de Pierre Novion (cortometraje)
- 1982 : Le Destin de Juliette, de Aline Issermann
- 1983 : Ghost Dance, de Ken McMullen
- 1983 : Signes extérieurs de richesse, de Jacques Monnet
- 1984 : Ave Maria, de Jacques Richard
- 1984 : Las noches de la luna llena, de Éric Rohmer
- 1985 : Rosette vend des roses de Rosette (cortometraje)

## Premios y distinciones
Festival Internacional de Cine de Venecia
| Año  | Categoría                    | Película                    | Resultado |
| ---- | ---------------------------- | --------------------------- | --------- |
| 1984 | Copa Volpi a la mejor actriz | Las noches de la luna llena | Ganadora  |

- Premios César de 1985 : Nominada al César a la mejor actriz por Las noches de la luna llena.